# La Baie
La Baie – jedna z trzech dzielnic miasta Saguenay w Quebecu.
La Baie było do 2002 samodzielnym miastem, wtedy to na mocy dekretu 841-2001 rządu prowincji Quebec zostało włączone do nowo powstałego miasta Saguenay.
Dzielnica obejmuje obszar wokół zatoki Baie des Ha! Ha!, jednak jej centrum i jedyną zurbanizowaną częścią jest obszar u ujścia rzek Ha! Ha! i Rivière à Mars do wspomnianej zatoki. La Baie było pierwszym skolonizowanym terytorium w regionie Saguenay–Lac-Saint-Jean od czasu kiedy członkowie Spółki Pionierów z Saguenay pojawili się tutaj w 1838 roku. Duża powierzchnia i głębokość Baie des Ha! Ha!, nawet przy brzegu, pozwoliła na szybką budowę najważniejszych zabudowań portowych jeszcze przed wybudowaniem kolei w 1910 roku.